# NGC 4644
NGC 4644 (również PGC 42708 lub UGC 7887) – galaktyka spiralna z poprzeczką (SBb/P), znajdująca się w gwiazdozbiorze Wielkiej Niedźwiedzicy. Odkrył ją William Herschel 14 kwietnia 1789 roku.
W galaktyce tej zaobserwowano supernową SN 2007cm.